# 668
Раннє Середньовіччя. Триває чума Юстиніана. У Східній Римській імперії завершилося правління Константа II, розпочалося правління Костянтина IV. Більшу частину території Італії займає Лангобардське королівство, деякі області належать Візантії. Франкське королівство розділене між правителями з династії Меровінгів. Іберію займає Вестготське королівство. В Англії триває період гептархії. Авари та слов'яни утвердилися на Балканах. Центр Аварського каганату лежить у Паннонії. На території сучасних Словенії та Австрії існує слов'янське князівство Карантанія.
Омеядський халіфат займає Аравійський півострів, Сирія, Палестина, Персія, Єгипет, частина Північної Африки. У Китаї триває правління династії Тан. Індія роздроблена. В Японії триває період Ямато. Хазарський каганат підпорядкував собі кочові народи на великій степовій території між Азовським морем та Аралом.
На території лісостепової України в VII столітті виділяють пеньківську й празьку археологічні культури. У VII столітті продовжилося швидке розселення слов'ян. У Північному Причорномор'ї співіснують різні кочові племена, зокрема булгари, хозари, алани, авари, тюрки.

## Події
- Візантійського василевса Константа II убито в Сіракузах. Місцеві війська оголосили імператором Мецетія, однак Костянтин IV, син покійного василевса, що залишався в Константинополі, швидко поклав край бунту.
- Корейська держава Сілла в союзі з Таньським Китаєм підкорила собі іншу державу Когурьо.
- Булгари розділилися. Частина на чолі з Батбаяном витіснена хозарами на Кавказ, частина на чолі з Аспарухом відкочувала в Мезію, ще одна частина в Паннонію, а частина пішла на північ, де утвориться Волзька Болгарія.